# 21 cm Mrs.18

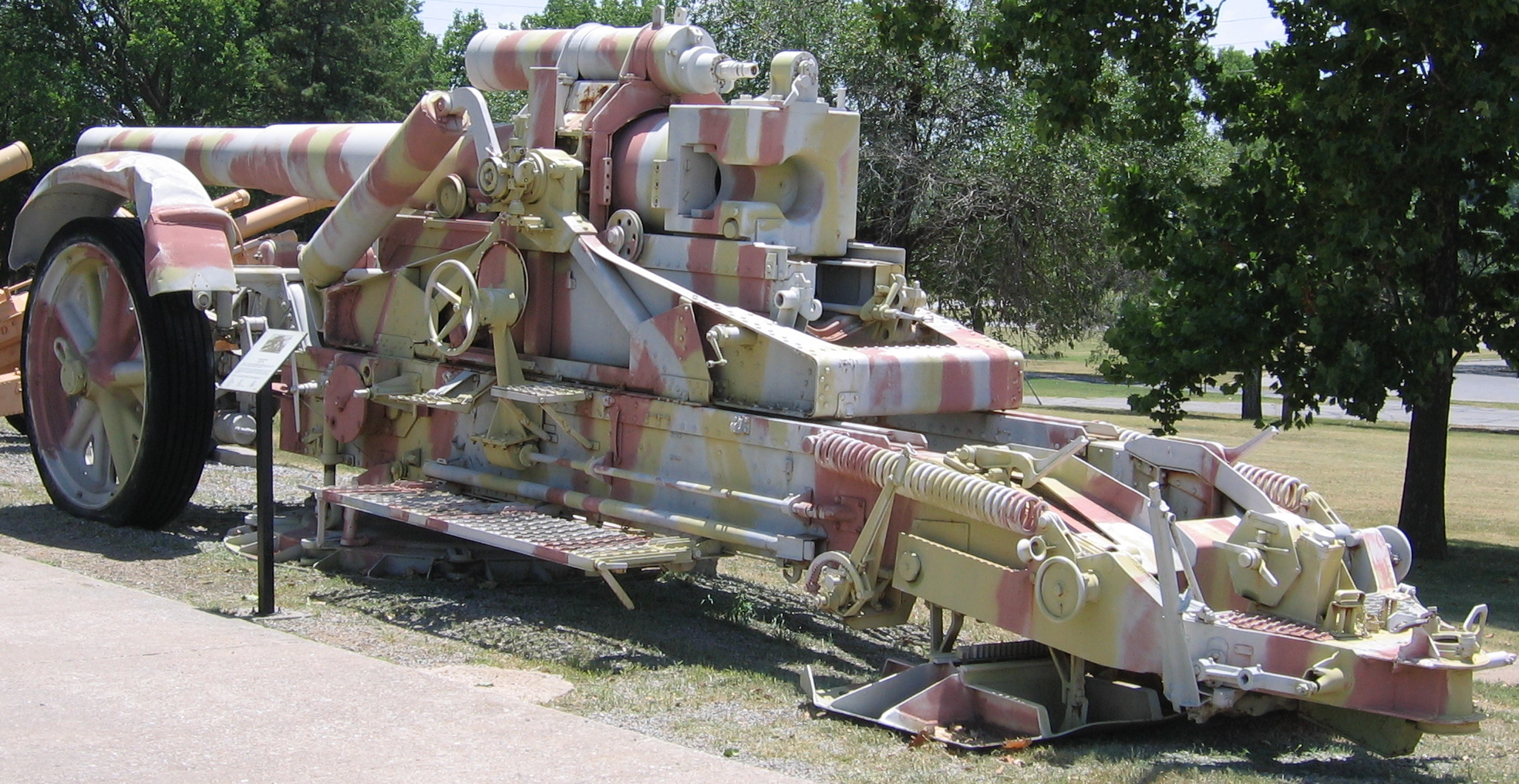
21 cm Mrs.18

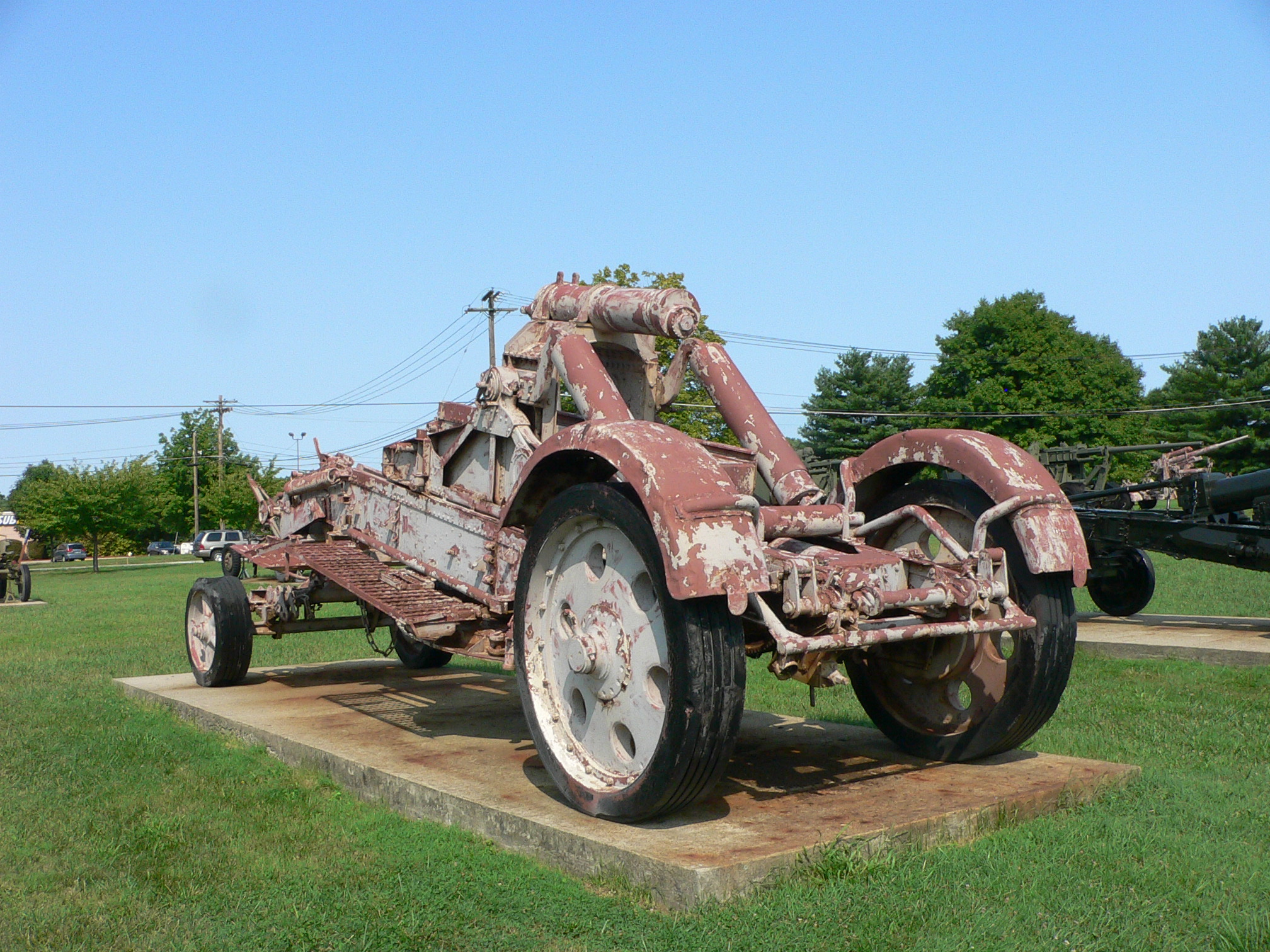
21 cm Mrs.18

21 cm Mrs 18 (нем. 21 cm Mörser 18 — 21-см мортира образца 18) — тяжёлая немецкая гаубица (мортира) периода Второй мировой войны.
Задание на разработку новой 21-см мортиры, которая должна была заменить устаревающую мортиру lg. 21 cm Mrs. обр. 1916 года времён Первой мировой войны, было получено концерном «Крупп» в 1933 году. Мортира должна была быть пригодна для участия в манёвренных боевых действиях, для чего с самого начала предусматривалась механизированная возка. 
Новое орудие не представляло собой ничего инновационного, чего нельзя сказать о его лафете. Это было одно из первых орудий с двойным тормозом отката. Орудийный ствол откатывался как всегда в люльке, но кроме того весь верх лафета, на который установлен ствол в люльке, также откатывался относительно основной части лафета. Эта система эффективно гасила силу отката и создавала очень устойчивую артиллерийскую систему. Этот лафет также использовался для пушек 17 cm K.Mrs.Laf и 15 cm K.i.Mrs.Laf. (вариант для Кригсмарине обозначался 15 cm SK С/28) .
Mörser 18 была огромным орудием, разделяемым при транспортировке — ствол отделялся и перевозился на отдельном прицепе. При переходе в боевое положение станина опускалась на землю, а задняя колёсная тележка убиралась. Кроме того, задняя колёсная тележка могла также использоваться, когда необходима горизонтальная наводка с углом более 16° (максимальный угол горизонтальной наводки лафета).
Производство было начато малыми партиями незадолго до войны, в 1939 году. 
В 1942 году производство прекратили в пользу младшего брата 17 cm K.Mrs.Laf, дальность стрельбы которого была почти в два раза больше. 
В 1943 году производство возобновилось. 
Для стрельбы и наводки лафет оснащён двумя опорными плитами: основная круглая плита через которую проходит вертикальная ось вращения и задняя прямоугольная с поворотным механизмом. Используя механизм можно повернуть весь лафет на основной плите (максимум на 16 градусов). Когда необходим поворот на больший угол, расчёт орудия поднимает заднюю часть с земли и поворачивают орудие вручную (360 градусов). Во время ручного поворота два ролика ездящих по краю основной плиты поддерживают орудие. Некоторые источники утверждают даже то, что система роликов позволяла поворачивать орудие одному человеку.
Орудие можно увидеть в Мемориальном комплексе Сапун-гора Севастополь
На 1 сентября 1939 года в войсках находилось 22 мортиры образца 18.
| Производство орудий по годам: |            |      |      |      |      |      |      |       |
| год                           | С 1.9.1939 | 1940 | 1941 | 1942 | 1943 | 1944 | 1945 | Всего |
| выпущено, шт                  | 58         | 275  | 167  | 0    | 100  | 103  | 8    | 711   |

|      | 1  | 2  | 3  | 4  | 5  | 6  | 7  | 8  | 9  | 10 | 11 | 12 | Всего |
| ---- | -- | -- | -- | -- | -- | -- | -- | -- | -- | -- | -- | -- | ----- |
| 1939 | 22 | 22 | 22 | 22 | 22 | 22 | 22 | 22 | 12 | 12 | 17 | 17 | 58    |
| 1940 | 14 | 26 | 19 | 27 | 28 | 26 | 18 | 25 | 20 | 28 | 21 | 23 | 275   |
| 1941 | 21 | 28 | 19 | 22 | 20 | 17 | 20 | 9  | 10 | 1  |    |    | 167   |
| 1943 |    |    | 6  | 6  | 7  | 6  | 11 | 12 | 12 | 6  | 18 | 16 | 100   |

Кроме того в марте 1940 года было изготовлено 2 экземпляра 21 cm Mrs 39.